# 曳莽
曳莽（？—645年），是唐朝初年薛延陀的贵族。真珠可汗夷男的庶长子。
630年，曳莽封为突利设（一说即大度设），统治汗国东方异姓诸部。638年被唐太宗册为突利莫贺咄叶护（大度莫贺咄叶护）。641年，乘太宗东巡之机，率军进袭阿史那思摩，与李世勣在白道（今内蒙古呼和浩特市西北）交战，兵败，只身逃遁。夷男的正妻所生的拔灼，管理薛延陀西部的薛延陀的本族；而曳莽不是夷男的正妻所生，称突利失可汗，你辖薛延陀东部的其他民族。人称曳莽暴，并与拔灼有恶劣的关系。645年，夷男死後，曳莽怕拿拔灼会害他，突然离开，回到汗国东部。拔灼追赶把他杀死，然后自称颉利俱利薛沙多弥可汗（简称多弥可汗）。
似乎颉利苾、大度、曳莽可能是指同一人，根据历史记载，对他们的描述似乎重叠很多，但目前尚不能确定。